# Relatório Katzmann
O Relatório Katzmann (ou o Relatório Final de Katzmann) é um dos mais importantes registros sobre o Holocausto na Polônia e extermínio dos judeus polacos durante a Segunda Guerra Mundial. O documento foi usado como prova nos Julgamentos de Nuremberg (Estados Unidos, No. L-18, Anexo-277) e em vários outros processos contra criminosos de guerra em outros países.
O relatório é encadernado em couro, e foi feito pelo SS-Gruppenführer Fritz Katzmann, Schutzstaffel (SS) alemão e chefe da polícia (SSPF) no Distrito da Galiza. Seu título é Lösung der Judenfrage im Distrikt Galizien (em português: A Solução da Questão Judaica no Distrito da Galiza), e foi apresentado em 30 de junho de 1943 a seu oficial superior, o SS Superior e Líder da Polícia (HSSPF) "Ost" (Leste), SS-Obergruppenführer Friedrich-Wilhelm Krüger.
O conteúdo descreve parte da Operação Reinhard.
O Relatório Katzmann foi publicado em alemão e ilustrado com fotografias que retratavam os métodos de opressão. Uma tradução polonesa do relatório foi publicada na década de 1950, mas censurada pelo governo comunista da época, e não trazia uma análise acadêmica do documento e seu conteúdo.
Posteriormente, o Institute of National Remembrance publicou uma versão sem censura e acompanhada de comentários, em 2009.

## Informações forjadas
Historiadores modernos consideram o relatório de valor limitado, como evidência de crimes de guerra, por causa de sua distorção intencional de alguns fatos, com o objetivo de encobrir o roubo de ouro e dinheiro por vários oficiais alemães.
O relatório, de 62 páginas, tenta apresentar o extermínio de judeus como uma operação organizada. A primeira parte traz uma coleção de fotos, sob o título "A Solução do Problema Judaico na Galiza Oriental", que é seguido por uma análise de custo-benefício. O relatório fornece apenas um ponto de vista da escala da pilhagem. Os totais nunca são arredondados. Eles são fornecidos para levar o leitor a acreditar em sua autenticidade.
O Relatório Katzmann foi escrito não nos territórios ocupados, mas em Berlim, após o período de serviço de Katzmann no Distrito da Galícia, onde ele comandou pessoalmente o assassinato de entre 55.000 e 65.000 judeus durante 1941-1942, na região de Lemberg.
Posteriormente, sua "caça aos judeus", juntamente com as deportações em massa para campos de extermínio, causaram a morte de cerca de 143.000 pessoas.
Ao todo, o relatório descreveu o assassinato de 434.329 judeus, utilizando uma abordagem sanitária e uma linguagem ratificada pela "ciência racial" de Hitler e seus "especialistas", de modo a ajudar Katzmann a avançar em sua carreira.